# W. K. Stratton
Pour les articles homonymes, voir Stratton.
W. K. Stratton est un acteur américain né le 2 août 1950 connu en France pour son rôle du capitaine Lawrence Larry Casey dans la série Les Têtes brûlées et du capitaine Théodore Lindsey dans la série JAG.

## Filmographie

### Séries télévisées
- Code Quantum
- Agence Tous Risques
- Les Têtes Brûlées
- Magnum
- Starsky & Hutch
- Supercopter (épisode pilote)
- JAG